# Futurama/Staffel 5
Die fünfte Produktionsstaffel von Futurama, einer US-amerikanischen Science-Fiction-Zeichentrickserie, besteht aus 16 Episoden. Sie entstand aus den vier Futurama-Filmen Bender’s Big Score, Die Ära des Tentakels, Bender’s Game und Leela und die Enzyklopoden, die für die Ausstrahlung als Teil der Fernsehserie in jeweils vier Episoden aufgeteilt wurden. In dieser Form waren sie zum ersten Mal ab dem 23. März 2008 beim US-amerikanischen Fernsehsender Comedy Central zu sehen. Zuvor hatte Fox die Erstausstrahlung der Serie übernommen. Die deutsche Synchronfassung der fünften Futurama-Staffel lief zum ersten Mal ab dem 19. September 2010 bei ProSieben.

## Episoden
| Nr. (ges.) | Nr. (St.) | Deutscher Titel                     | Originaltitel                  | Regie             | Drehbuch                                                | Premiere      | Dt. Premiere  | Untertitel                                                                                 |
| --- | --------- | ----------------------------------- | ------------------------------ | ----------------- | ------------------------------------------------------- | ------------- | ------------- | ------------------------------------------------------------------------------------------ |
| 73 | 6×1       | Bender’s Big Score (Teil 1)         | Bender’s Big Score             | Dwayne Carey-Hill | Ken Keeler, David X. Cohen                              | 23. März 2008 | 19. Sep. 2010 | It just won't stay dead!                                                                   |
| Fry entdeckt auf seinem Hintern ein Tattoo von Benders Kopf. Darin versteckt findet Bender einen Zahlencode, der Zeitreisen ermöglicht. Derweil übernehmen nudistische außerirdische Betrüger Planet Express und bemächtigen sich Benders mithilfe eines Virus. In der Zwischenzeit lernt Leela den Mann ihrer Träume kennen und Hermes verliert (im Wortsinne) seinen Kopf während einer Partie Limbo. |           |                                     |                                |                   |                                                         |               |               |                                                                                            |
| 74 | 6×2       | Bender’s Big Score (Teil 2)         | Bender’s Big Score             | Dwayne Carey-Hill | Ken Keeler, David X. Cohen                              | 23. März 2008 | 26. Sep. 2010 | Watch, Rinse, Repeat                                                                       |
| Die außerirdischen Betrüger nutzen das Tattoo auf Frys Hintern, um mittels Zeitreisen die wertvollsten Gegenstände der Geschichte zu stehlen. Fry flieht ins 20. Jahrhundert und Bender wird ihm von den außerirdischen Betrügern nachgeschickt, um ihn zu töten. Währenddessen wird Leela immer vertrauter mit ihrem neuen Freund, und Hermes bekommt einen neuen Körper. |           |                                     |                                |                   |                                                         |               |               |                                                                                            |
| 75 | 6×3       | Bender’s Big Score (Teil 3)         | Bender’s Big Score             | Dwayne Carey-Hill | Ken Keeler, David X. Cohen                              | 23. März 2008 | 10. Okt. 2010 | Apply directly to the foreclaw                                                             |
| Obwohl die Betrüger Bender aus ihrer Kontrolle entlassen und das Tattoo auf Frys Hintern zerstört wird, verfallen immer mehr Leute durch die Machenschaften der Betrüger in Armut und Elend. In der Zwischenzeit heiratet Leela ihren neuen Freund, und Fry erfährt, wie sein Leben im 21. Jahrhundert hätte sein können. |           |                                     |                                |                   |                                                         |               |               |                                                                                            |
| 76 | 6×4       | Bender’s Big Score (Teil 4)         | Bender’s Big Score             | Dwayne Carey-Hill | Ken Keeler, David X. Cohen                              | 23. März 2008 | 17. Okt. 2010 | Last known transmission of the Hubble Telescope                                            |
| Nachdem bei Leelas Hochzeit ihr Herz gebrochen wird, und Hermes neuer Körper wiederum getötet wird, verbannen die Betrüger die Erdenbürger an den Rand des Sonnensystems, was zu einem intergalaktischen Krieg um die Erde führt. Als die Wahrheit über Leelas Verlobten herauskommt, wird Bender letztlich doch zum Helden. Durch die vielen Zeitreisen entsteht jedoch ein Riss im Weltraum, kurz bevor Bender’s Big Score endet. |           |                                     |                                |                   |                                                         |               |               |                                                                                            |
| 77 | 6×5       | Die Ära des Tentakels (Teil 1)      | The Beast with a Billion Backs | Peter Avanzino    | Eric Kaplan, David X. Cohen                             | 19. Okt. 2008 | 24. Okt. 2010 | The Proud Result of Prison Labor                                                           |
| Als ein mysteriöser Riss im Weltraum auftaucht, startet Professor Farnsworth eine Untersuchung, die herausfinden soll, was auf der anderen Seite liegt. Derweil festigen Kif und Amy durch eine hochzeitsartige Zeremonie nach der Tradition von Kifs Heimatkultur ihre Beziehung, und Fry bekommt Anlass zur Befürchtung, dass seine neue Freundin ihm mehr abverlangt, als er zu geben bereit ist. |           |                                     |                                |                   |                                                         |               |               |                                                                                            |
| 78 | 6×6       | Die Ära des Tentakels (Teil 2)      | The Beast with a Billion Backs | Peter Avanzino    | Eric Kaplan, David X. Cohen                             | 19. Okt. 2008 | 7. Nov. 2010  | It Makes a Nice Sandwich                                                                   |
| Nachdem die Erforschung des Risses im Weltraum desaströs endet, wird ein militärisches Vorgehen gegen den Riss geplant, wodurch Kif sein Leben verliert. In der Zwischenzeit entscheidet sich Fry, in das Universum auf der anderen Seite des Risses zu wechseln, während Bender einer geheimen Roboter-Organisation beitritt. |           |                                     |                                |                   |                                                         |               |               |                                                                                            |
| 79 | 6×7       | Die Ära des Tentakels (Teil 3)      | The Beast with a Billion Backs | Peter Avanzino    | Eric Kaplan, David X. Cohen                             | 19. Okt. 2008 | 14. Nov. 2010 | 0100100001101001                                                                           |
| Fry hat sich in ein gigantisches Tentakel-Monster aus dem Universum auf der anderen Seite des Risses verliebt, das nun seine Tentakel überall ins hiesige Universum streckt. Derweil versucht Amy, Kifs Tod zu verkraften, Bender festigt in seinem neuen Geheimclub seinen Ruf als Menschenhasser, und Leela findet Schockierendes über das Tentakel-Monster heraus. |           |                                     |                                |                   |                                                         |               |               |                                                                                            |
| 80 | 6×8       | Die Ära des Tentakels (Teil 4)      | The Beast with a Billion Backs | Peter Avanzino    | Eric Kaplan, David X. Cohen                             | 19. Okt. 2008 | 21. Nov. 2010 | The Robots are Coming! The Robots are Coming!                                              |
| Das Tentakel-Monster lädt jeden Erdenbewohner im Universum zu einem Date ein. Dies führt dazu, dass jeder auf der anderen Seite des Risses mit dem Tentakel-Monster zusammenleben möchte und die Erde verlässt. Einzig die Roboter bleiben zurück. Währenddessen erweckt das Monster Kif wieder zum Leben, und Bender greift zu drastischen Mitteln, um alle auf die Erde zurückzuholen. |           |                                     |                                |                   |                                                         |               |               |                                                                                            |
| 81 | 6×9       | Bender’s Game (Teil 1)              | Bender’s Game                  | Dwayne Carey-Hill | Eric Horsted, David X. Cohen                            | 26. Apr. 2009 | 5. Dez. 2010  | The flames in your TV are not part of the show.                                            |
| Leela lässt sich von pöbelnden Rednecks zur Teilnahme an einem Space Demolition Derby hinreißen. Dabei wird das Planet-Express-Schiff stark beschädigt, außerdem war der private Gebrauch des Schiffs wegen gestiegener Preise für Dunkle Materie, dem Treibstoff, verboten worden. In der Zwischenzeit wird Bender zu einem besessenen Spieler von Dungeons and Dragons. |           |                                     |                                |                   |                                                         |               |               |                                                                                            |
| 82 | 6×10      | Bender’s Game (Teil 2)              | Bender’s Game                  | Dwayne Carey-Hill | Eric Horsted, David X. Cohen                            | 26. Apr. 2009 | 12. Dez. 2010 | The episode they'll be thinking about by the water cooler, but not mentioning specifically |
| Prof. Farnsworth eröffnet, warum ihn die Dunkle-Materie-Knappheit, die sich zu einer regelrechten Wirtschaftskrise entwickelt hat, verärgert. Zusammen mit Fry und Leela schleicht er sich in Moms Hauptquartier in Alaska. Derweil wurde Bender in eine Irrenanstalt für Roboter eingeliefert. Dort macht er keine Fortschritte. |           |                                     |                                |                   |                                                         |               |               |                                                                                            |
| 83 | 6×11      | Bender’s Game (Teil 3)              | Bender’s Game                  | Dwayne Carey-Hill | Eric Horsted, David X. Cohen, Michael Rowe, Eric Kaplan | 26. Apr. 2009 | 19. Dez. 2010 | Current eBay bid: $8.51                                                                    |
| Fry, Leela und Farnsworth erkennen die erschütternde Wahrheit hinter der Rohstoffknappheit. Plötzlich tut sich ein Riss im Boden auf, und sie finden sich in mystische Figuren verwandelt in der magischen Welt von Cornwood wieder, das Benders Fantasie von der Spielewelt aus Dungeons and Dragons entspricht. |           |                                     |                                |                   |                                                         |               |               |                                                                                            |
| 84 | 6×12      | Bender’s Game (Teil 4)              | Bender’s Game                  | Dwayne Carey-Hill | Eric Horsted, David X. Cohen, Patric Verrone            | 26. Apr. 2009 | 2. Jan. 2011  | Collect all fifty billion!                                                                 |
| In der Fantasiewelt bestehen die Alter Egos der Hauptfiguren verschiedene Abenteuer. Die finale Niederlage gegen Mom bringt sie in ihre eigene Welt zurück, wo durch einen Trick der Sieg über Mom gelingt. |           |                                     |                                |                   |                                                         |               |               |                                                                                            |
| 85 | 6×13      | Leela und die Enzyklopoden (Teil 1) | Into the Wild Green Yonder     | Peter Avanzino    | Ken Keeler, David X. Cohen                              | 26. Apr. 2009 | 9. Jan. 2011  | <ESP> Closed-captioned for the ESP-impaired                                                |
| Die Crew von Planet Express besucht Amys Eltern, Leo und Inez Wong. Diese zerstören das alte Mars Vegas, um eine neue, ausgefallenere Variante davon bauen zu können. Eine Gruppe von Öko-Feministinnen unter der Führung von Frida Waterfall protestiert gegen die damit einhergehende Zerstörung der Umwelt. Dies führt zu einem Unfall, bei dem ein Schmuckstück von Frida in Frys Kopf landet und ihm so telepathische Kräfte verleiht. Leela rettet einen marsianischen Blutsauger, den letzten seiner Art, vor der Vernichtung durch Leo Wong.                                         |           |                                     |                                |                   |                                                         |               |               |                                                                                            |
| 86 | 6×14      | Leela und die Enzyklopoden (Teil 2) | Into the Wild Green Yonder     | Peter Avanzino    | Ken Keeler                                              | 26. Apr. 2009 | 9. Jan. 2011  | If you can read this, thank us!                                                            |
| Fry trifft auf Hutch, der ihn in die Legion of Mad Fellows einführt, eine Geheimgesellschaft von Telepathen, die Kopfbedeckungen aus Alufolie tragen, um sich davor zu schützen, dass ihre Gedanken gelesen werden. Dieser berichtet Fry von den Enzyklopoden, einer Rasse, die die DNA aller vom Aussterben bedrohten Arten des Universums konserviert, um sie wiedererschaffen zu können. Ein violetter Zwergstern ist das Ei des letzten Enzyklopoden. Die übrigen wurden durch die Dark Ones ausgelöscht.                                                                                |           |                                     |                                |                   |                                                         |               |               |                                                                                            |
| 87 | 6×15      | Leela und die Enzyklopoden (Teil 3) | Into the Wild Green Yonder     | Peter Avanzino    | Ken Keeler                                              | 26. Apr. 2009 | 16. Jan. 2011 | Now available without a prescription                                                       |
| Leo Wong heuert Zapp Brannigan und Kif Kroker an, um die Öko-Feministinnen zu fangen. Fry infiltriert Leos Organisation als Wachmann. Er will Leela durch Frida Waterfall eine Botschaft zukommen lassen, doch Frida wird durch den letzten Dark One unerkannt getötet. Farnsworth, Zoidberg und Hermes werden von den Öko-Feministinnen gefangen genommen, denen mittlerweile Leela, Amy, LaBarbara Conrad und andere beigetreten sind. Fry und Leela treffen sich heimlich, werden dabei aber von Zapp Brannigan belauscht. Die Öko-Feministinnen werden nun ihrerseits gefangen genommen. |           |                                     |                                |                   |                                                         |               |               |                                                                                            |
| 88 | 6×16      | Leela und die Enzyklopoden (Teil 4) | Into the Wild Green Yonder     | Peter Avanzino    | Ken Keeler, David X. Cohen                              | 26. Apr. 2009 | 16. Jan. 2011 | The humans shall not defeat us (geschrieben in „Außerirdisch“)                             |
| Die Planet-Express-Crew und die Öko-Feministinnen fliehen. Als Leo Wong den Zwergstern zerstören will, gibt sich der marsianischen Blutsauger als der letzte der Dark Ones zu erkennen. Der letzte Enzyklopode wird geboren, bringt ausgestorbene Arten zurück ins Universum und tötet den letzten Dark One. Als Zapp Brannigan die Flüchtigen stellen will, fliehen diese vor ihm in ein Wurmloch, eine Reise mit ungewissem Ausgang. Fry gesteht Leela seine Liebe und diese erwidert sie.                                                                                                 |           |                                     |                                |                   |                                                         |               |               |                                                                                            |

## Produktion
Die fünfte Produktionsstaffel von Futurama markiert das Comeback der Serie nach mehrjähriger Pause. Sie war 2003 vom US-Sender Fox nach 72 Episoden eingestellt worden. Wiederholungen bei Cartoon Network und Adult Swim erreichten jedoch stabile Einschaltquoten, auch auf DVD verkauften sich die ersten Staffeln gut. Als Comedy Central im Oktober 2005 die Ausstrahlungsrechte an Futurama für die Jahre 2008 bis 2013 erwarb, ließ sich der Sender auch die Option zusichern, neue Futurama-Episoden ausstrahlen zu dürfen. Schließlich wurde vereinbart, die Serie nach einem Vorschlag der Futurama-Schöpfer Matt Groening und David X. Cohen durch sogenannte Direct-to-DVD-Produktionen fortzusetzen, also Material, das nicht erst im Fernsehen, sondern direkt für den Heimvideomarkt auf DVD veröffentlicht wird. Diese sollten in Fernseh-Episoden umgearbeitet und auf Comedy Central gesendet werden. Mit vier DVDs war die Wiederaufnahme der Produktion kostendeckend möglich. Für einen Teil der Kosten kam Comedy Central auf, der Rest sollte durch den Verkauf der DVDs wieder eingenommen werden.
Nachdem die Entscheidung für vier DVDs gefallen war, mussten sich die Verantwortlichen, allen voran Groening, Cohen und Ken Keeler, zunächst festlegen, wie die Handlung aufgeteilt werden sollte. Neben anderen Formaten standen ein alles umfassender Plot und vier in der Handlung voneinander unabhängige Filme zur Diskussion. Letztlich entstanden vier Filme mit jeweils abgeschlossener Handlung; nur der erste endet mit einem Cliffhanger, der den Anfang des zweiten erklärt. Die Konzeption lief in zwei Schritten ab, wie Groening Anfang 2007 in einem Interview erläuterte:

“We’re writing them as movies and then we’re going to chop them up, reconfigure them, write new material and try to make them work as separate episodes.”

„Wir schreiben sie als Filme, und dann werden wir sie aufteilen, umbauen, neues Material schreiben und versuchen, sie als separate Episoden zum Funktionieren zu bringen.“

In einem anderen Interview desselben Jahres machte Cohen deutlich, dass es Unterschiede zwischen den Filmen und den Fernseh-Versionen geben werde:

“We’re beginning with the four direct-to-DVD feature releases, and then down the road, each of them will appear as an epic four-episode arc on Comedy Central. There are a few things on the DVD that we won’t have on the show, and a couple of things on the show that won’t be on the DVD, because it’ll be for TV.”

„Wir fangen an mit den vier Direct-to-DVD-Filmen, und dann, später, wird jeder von ihnen als ein epischer Vierteiler bei Comedy Central erscheinen. Auf der DVD gibt es ein paar Dinge, die wir in der Sendung nicht haben werden, und in der Sendung einige Dinge, die wir auf der DVD nicht haben werden, weil sie fürs Fernsehen sein wird.“

Für die Produktion konnten Groening und Cohen den alten Stab wieder rekrutieren: Alle Autoren, Sprecher und das Animationsteam kehrten zurück. Verschiedene Prominente liehen Figuren in Form von Gastauftritten ihre Stimmen:
- Al Gore als er selbst in Bender’s Big Score (Teil 2) und (Teil 4)
- Dan Castellaneta als Roboterteufel in Die Ära des Tentakels (Teil 4)
- Coolio als Kwanzaabot in Bender’s Big Score (Teil 4)
- David Cross als Yivo in Die Ära des Tentakels (Teil 3) und (Teil 4)
- Gary Gygax als er selbst in Bender’s Game (Teil 4)
- Mark Hamill als Chanukah Zombie in Bender’s Big Score (Teil 4)
- Stephen Hawking als er selbst in Die Ära des Tentakels (Teil 2)
- Penn & Teller als sie selbst in Leela und die Enzyklopoden (Teil 1)
- Phil Hendrie als Frida Waterfall und Hutch Waterfall in Leela und die Enzyklopoden (Teil 1) bis (Teil 4)
- Tom Kenny als Yancy Fry, Jr. in Bender’s Big Score (Teil 2)
- Rich Little als er selbst in Bender’s Game (Teil 1)
- Seth MacFarlane als Mars-Vegas-Sänger in Leela und die Enzyklopoden (Teil 1)
- Brittany Murphy als Colleen in Die Ära des Tentakels (Teil 1) bis (Teil 4)
- Sarah Silverman als Michelle in Bender’s Big Score (Teil 2)
- Snoop Dogg als er selbst in Leela und die Enzyklopoden (Teil 4)
- George Takei als er selbst in Bender’s Game (Teil 1)

## Veröffentlichung
Als Direct-to-DVD-Produktionen wurden die vier Filme zunächst jeweils auf DVD, teils auch auf Blu-ray veröffentlicht (siehe Bender’s Big Score, Die Ära des Tentakels, Bender’s Game und Leela und die Enzyklopoden). Unter dem Titel Futurama: The Collected Epics sind sie zusammengefasst in einem Boxset in den DVD-Regionen 2 und 4 erhältlich. Eine Veröffentlichung der fürs Fernsehen erstellen Schnittfassung für den Videomarkt ist nicht bekannt.
Die fürs Fernsehen umgearbeitete Fassung der Filme lief zum ersten Mal ab dem 23. März 2008 im Programm von Comedy Central. Er strahlte an diesem Tag alle vier Episoden des ersten Filmes hintereinander aus. Auch bei den folgenden Episoden hielt er sich an dieses Schema: Die Episoden von Die Ära des Tentakels zeigte er am 19. Oktober 2008, von Bender’s Game am 26. April 2009 und von Leela und die Enzyklopoden am 26. April 2009.
Die Erstausstrahlung der deutschen Synchronfassung zeigte ProSieben zwischen dem 19. September 2010 und dem 16. Januar 2011. Der Sender zeigte sonntags nachmittags kurz nach 17 Uhr eine Episode der neuen Staffel, gefolgt von einer älteren.